# Chassalia cristata
Espèce
Synonymes
- Chassalia lacuum K.Krause[1]
- Myrstiphyllum cristatum (Hiern) Hiern[1]
- Psychotria cristata Hiern[1]
- Uragoga cristata (Hiern) Kuntze[1]

Chassalia cristata est une espèce de plantes d’Afrique tropicale du genre Chassalia et la famille des Rubiacées,.

## Description
Les feuilles de C. cristata sont simples, elliptiques et glabres. Les fleurs blanches sont groupées.